# World Wide Web Consortium
El Consorcio WWW, en inglés: World Wide Web Consortium (W3C), es un consorcio internacional que genera recomendaciones y estándares que aseguran el crecimiento de la World Wide Web a largo plazo.
Este consorcio fue creado en octubre de 1994, y está dirigido por Tim Berners-Lee, el creador original del URL (Uniform Resource Locator, Localizador Uniforme de Recursos), del HTTP (HyperText Transfer Protocol, Protocolo de Transferencia de HiperTexto) y del HTML (Hyper Text Markup Language, Lenguaje de Marcado de HiperTexto), que son las principales tecnologías sobre las que se basa la Web.

## Organización del W3C
El W3C fue creado el 1 de octubre de 1994, por Tim Berners-Lee en el Instituto Tecnológico de Massachusetts (MIT), actual sede central del consorcio. Fue creado con el apoyo de la Comisión Europea y la Agencia de Proyectos de Investigación Avanzada de Defensa (DARPA), que fue pionera en ARPANET, uno de los predecesores de Internet. Posteriormente se unen, en abril de 1995, INRIA en Francia como el huésped europeo, que fue reemplazado por el ERCIM en 2003, y en septiembre de 1995, la Universidad de Keiō (Shonan Fujisawa Campus) en Japón como huésped asiático. Estos organismos administran el W3C, que está integrado por:
- Miembros: a abril de 2010 contaba con 330 miembros.[6]
- Equipo (W3C Team): 65 investigadores y expertos de todo el mundo.[7]
- Oficinas (W3C Offices): centros regionales establecidos en Alemania y Austria (oficina conjunta), Australia, Benelux (oficina conjunta), China, Corea del Sur, España, Finlandia, Grecia, Hong Kong, Hungría, India, Israel, Italia, Marruecos, Suecia y Reino Unido e Irlanda (oficina conjunta).[8]

La oficina española del W3C, establecida en 2003, está albergada por la Fundación CTIC en el Parque Científico Tecnológico de Gijón (Principado de Asturias).
En octubre de 2012, el W3C convocó a una comunidad de importantes editores y actores web para establecer una wiki MediaWiki que busca documentar estándares web abiertos llamados WebPlatform y WebPlatform Docs.
En enero de 2013, la Universidad de Beihang se convirtió en la anfitriona china.
En 2022, el Grupo de Trabajo WebFonts del W3C ganó un premio Emmy de la Academia Nacional de Artes y Ciencias de la Televisión americana  por estandarizar la tecnología de fuentes y tipografías descargables personalizadas para dispositivos web y de televisión.
El 1 de enero de 2023, se reformó como organización sin ánimo de lucro bajo el estatuto americano 501(c)(3) de interés público.

## Afiliación
El Consorcio se rige por sus miembros. La lista de miembros está disponible públicamente. Entre sus miembros se incluyen empresas, organizaciones sin fines de lucro, universidades, entidades gubernamentales e individuos.
Los requisitos de membresía son transparentes excepto por un requisito: la solicitud de membresía debe ser revisada y aprobada por el W3C. Muchas pautas y requisitos se establecen en detalle, pero no existe una pauta final sobre el proceso o los estándares mediante los cuales la membresía podría ser finalmente aprobada o denegada.
El costo de la afiliación se indica según una escala móvil, según el carácter de la organización solicitante y el país en el que está ubicada. Los países se clasifican según el ingreso nacional bruto per cápita según las cifras del Banco Mundial.

## Maduración de especificaciones
El W3C desarrolla especificaciones técnicas para HTML5, CSS, SVG, WOFF, la pila de web semántica, XML y otras tecnologías.
A veces, cuando una especificación se hace demasiado grande, se divide en módulos independientes que pueden madurar a su propio ritmo. Ediciones posteriores de un módulo o especificación se conocen como niveles y se denotan por el primer número entero en el título (por ejemplo CSS3 = Nivel 3). Las revisiones posteriores en cada nivel se indican mediante un número entero después de un punto decimal (por ejemplo CSS2.1 = Revisión 1).
El proceso de formación de estándar del W3C se define en el documento de proceso de W3C, que presenta cuatro niveles de madurez a través del cual cada nueva norma o recomendación deben progresar.

### Borrador de trabajo (WD)
Después de que suficiente contenido ha sido recopilado por el 'editor de borradores' y de la discusión, puede ser publicado como borrador de trabajo (WD, del inglés Working Draft) para su revisión por la comunidad. Un documento WD es la primera forma de un estándar que está disponible públicamente. Comentarios de prácticamente cualquier persona son aceptados, aunque no se hacen promesas con respecto a actuar sobre algún elemento en particular comentado.
En esta etapa, el modelo de documento puede tener diferencias significativas respecto a su forma final. Como tal, cualquier persona que implementa estándares WD deben estar dispuestos a modificar significativamente sus implementaciones como el estándar madura.

### Recomendación candidata (CR)
Una recomendación candidata (en inglés: Candidate recommendation) es una versión de una norma que es más madura que el WD. En este punto, el grupo responsable de la norma está convencido de que la norma cumple con su objetivo. El propósito de la CR es obtener ayuda de la comunidad de desarrollo en cuanto a la implementación de la norma.
El documento estándar puede cambiar aún más, pero en este momento, se decidió en su mayoría características significativas. El diseño de estas características aún puede cambiar debido a los comentarios de los ejecutores conforme el estándar madura.

### Recomendación propuesta (PR)
Una recomendación propuesta (en inglés: Proposed recommendation) es la versión de una norma que ha pasado los dos niveles anteriores. Los usuarios de la norma proporcionan entrada. En esta etapa, el documento se presentó al Consejo Asesor del W3C para su aprobación final.
Si bien este paso es importante, rara vez causa cambios significativos en un estándar a medida que pasa a la siguiente fase.
Tanto candidatos y propuestas pueden entrar en "última llamada" para indicar cualquier información adicional que deba ser tenida en cuenta.

### Recomendación de W3C (REC)
Una recomendación de W3C  (en inglés: W3C recommendation) es la etapa más madura de desarrollo. En este punto, la norma ha sido objeto de amplia revisión y pruebas, tanto en condiciones teóricas y prácticas. La norma está respaldada por el W3C, lo que indica su disposición para su despliegue al público, y fomentar un apoyo más generalizado entre los ejecutores y los autores.
Recomendaciones a veces se pueden implementar de forma incorrecta, en parte, o nada en absoluto, pero muchas normas definen dos o más niveles de conformidad que deben seguir los desarrolladores si se desean etiquetar su producto como compatible con W3C.

### Revisiones posteriores
Una recomendación puede ser actualizada o ampliada por separado por erratas publicadas o por edición de borradores no técnicos. Hasta que haya suficientes cambios sustanciales se acumulan para producir una nueva edición o nivel de la recomendación. Además, el W3C publica diversos tipos de notas informativas que se van a utilizar como referencias.

### Certificación
A diferencia de la ISOC y otros organismos de normalización internacionales, el W3C no tiene un programa de certificación. El W3C ha decidido, por ahora, que no es adecuado para iniciar un programa de este tipo, debido al riesgo de crear más inconvenientes para la comunidad que beneficios.

## Críticas
En 2012 y 2013, el W3C empezó a considerar la inclusión de algunos Encrypted Media Extensions (EME) para DRM en HTML5, lo que ha sido criticado por estar en contra de la neutralidad e interoperabilidad, que distingue a los sitios construidos usando solo estándares del W3C sin incluir plugins propietarios como Flash.
El 18 de septiembre de 2017, el W3C publicó la especificación EME como recomendación, lo que provocó la renuncia de la Electronic Frontier Foundation al W3C. Como temen los oponentes de EME, a partir de 2020, ninguno de los módulos de descifrado de contenido ampliamente utilizados con EME está disponible para licencia sin una tarifa de licencia por navegador.

## Estándares
Estándares publicados por el W3C/IETF (sobre el Internet protocol suite):
- CGI
- CSS
- DOM
- GRDDL
- HTML
- MathML
- OWL
- P3P
- PROV
- RDF
- SISR
- SKOS
- SMIL
- SOAP
- SPARQL
- SRGS
- SSML
- SVG
- VoiceXML
- XHTML
- XHTML+Voice
- XML
- XML Events
- XML Information Set
- XML Schema
- XPath
- XQuery
- XSL-FO
- XSLT
- WCAG
- WSDL
- XForms